# Fredonia (Colombia)
Fredonia è un comune della Colombia facente parte del dipartimento di Antioquia.
Il centro abitato venne fondato nel 1790, mentre l'istituzione del comune è del 1830.